# (37768) 1997 GV16
1997 GV16 (asteroide 37768) é um asteroide da cintura principal. Possui uma excentricidade de 0.09838450 e uma inclinação de 9.83480º.
Este asteroide foi descoberto no dia 3 de abril de 1997 por LINEAR em Socorro.